# L. Clark (cráter)
L. Clark es un pequeño cráter de impacto situado en el sector sur-sureste del interior del cráter Apolo, en la cara oculta de la Luna. Se halla en el espacio comprendido entre los dos anillos montañosos que conforman el gran cráter.
|  |

El cráter se encuentra en la parte sur de los restos de un cráter sin nombre, que, a su vez, se encuentra en la parte sureste del enorme cráter Apolo. Es algo alargado en dirección norte-sur. El brocal posee un borde afilado y claramente definido. Su pendiente interna es lisa, con un albedo alto en relación con el terreno circundante. Su altura sobre la llanura en la que se inserta alcanza los 590 m. El fondo del cuenco es liso, sin estructuras notables.

## Designación
El nombre fue adoptado por la UAI en 2006, como homenaje a los siete astronautas que perecieron en el accidente del Transbordador Columbia acontecido el 1 de febrero de 2003. Los nombres de los siete cráteres son:
- Chawla, D. Brown, Husband, L. Clark, McCool, M. Anderson y Ramon.

## Referencias

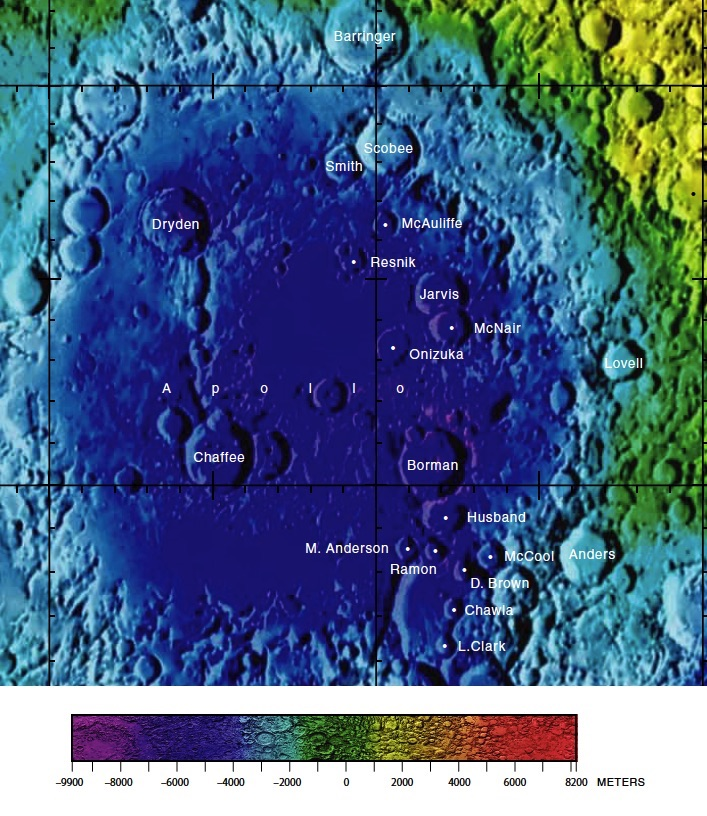
Cráteres interiores de Apolo